# Пастурана
Пастура̀на (на италиански: Pasturana; на пиемонтски: Pasturàuna, Пастурауна, на местен диалект: Pastoràna, Пасторана) е село и община в Северна Италия, провинция Алесандрия, регион Пиемонт. Разположено е на 214 m надморска височина. Населението на общината е 1217 души (към 2010 г.).